# Nicolae Mohanu
Nicolae Mohanu (n. 2 noiembrie 1946

) este un senator român, ales în 2012.